# Pomnik Klemensa Janickiego w Poznaniu
Pomnik Klemensa Janickiego – pomnik upamiętniający Klemensa Janickiego, zlokalizowany w Poznaniu, na skrzyżowaniu ulic: 23 Lutego, Masztalarskiej i Rynkowej oraz Skweru Romana Wilhelmiego.
Pomnik odsłonięto w grudniu 2015. Projektantami byli Joanna Buczak i Dariusz Wieczerzak. Monument przedstawia poetę w pozycji siedzącej (na kufrze), z piórem i arkuszem w rękach. Postać osadzona jest na kanelurowanym cokole z piaskowca o wysokości 2,5 metra (całość ma około 4 metry wysokości). Na cokole, oprócz informacji o artyście, umieszczono napis: "Zapomnianym poetom".
Inicjatorami wystawienia pomnika byli: Towarzystwo Opieki nad Zabytkami oraz "UWI Inwestycje S.A.". O wyglądzie obiektu zadecydował konkurs. 
W pobliżu znajdują się: Stary Rynek, pomnik Romana Wilhelmiego, konsulat irlandzki, stara strażnica pożarowa, Scena na Piętrze, Góra Przemysła z Zamkiem Królewskim oraz gmach Archiwum Państwowego.